# 水牛縣 (威斯康辛州)
水牛縣（英語：Buffalo County）是美國威斯康辛州西部的一個縣，西隔密西西比河與明尼蘇達州相望。面積1,838平方公里。根據美國2000年人口普查，共有人口13,804。縣治阿爾馬。